# Laetitia Boqui-Queni
Laetitia Boqui-Queni est une poétesse et dramaturge française née à La Réunion en 1986. Elle écrit en créole réunionnais et en français.

## Biographie
Elle est l’autrice de deux pièces de théâtre, dont Le dernier malbar,, et de deux recueils de poésie : 7 perlées et Fonnkèr La Libèrté,,.
Elle a également écrit des articles dans des revues scientifiques sur le colonialisme et la laïcité.
Elle est membre de la troupe de théâtre Troup Tanto Astèr et professeur de lettres et d'histoire-géographie.